# ميناء راشد
ميناء راشد هو حي يقع في إمارة دبي في الإمارات العربية المتحدة ويبلغ عدد سكانه 4,183 نسمة. وهو محطة رحلات بحرية من صنع الإنسان، وكان أول ميناء تجاري في دبي. وفي عام 2018 انتقلت عمليات الشحن إلى ميناء جبل علي. وهو وجهة ساحلية ذات واجهة بحرية، ووجهة سياحية، ومنطقة سكنية. وهو الموطن الدائم للسفينة عابرة المحيط الملكة إليزابيث 2.